# Winckelmannsprogramme der Archäologischen Gesellschaft zu Berlin

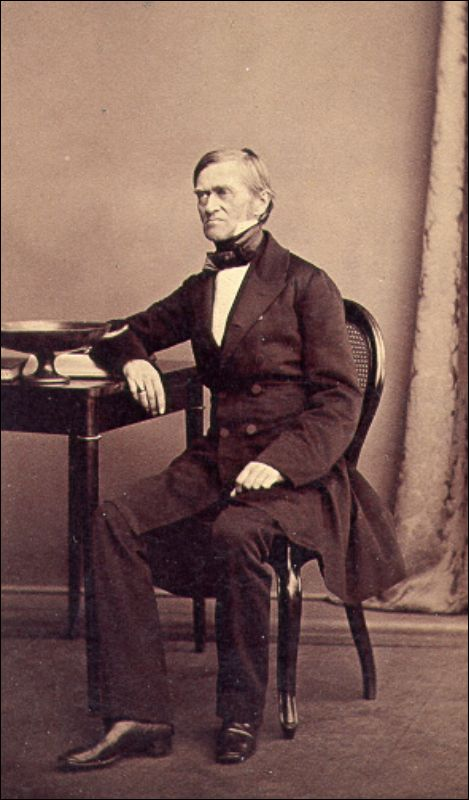
Eduard Gerhard, der Begründer der Winckelmannsfeste und der Winckelmannsprogramme

Die Winckelmannsprogramme der Archäologischen Gesellschaft zu Berlin, zuvor Programm zum Winckelmannsfeste der Archäologischen Gesellschaft zu Berlin, kurz auch Berliner Winckelmannsprogramme sind eine klassisch-archäologische Schriftenreihe. In ihr werden die Reden publiziert, die seit 1841 bei den jährlichen Winckelmannsfesten gehalten wurde.
Die Berliner Winckelmannsprogramme sind die älteste und damit traditionsreichste Reihe der Winckelmannsprogramme. Sie werden seit dem allerersten Winckelmannsfest von der Archäologischen Gesellschaft zu Berlin publiziert. Begründer der Reihe war ebenso wie bei der Gesellschaft der Archäologe, Altphilologe und Wissenschaftsorganisator Eduard Gerhard. Gerhard hielt auch die ersten vier Festreden der Gesellschaft, beim fünften Mal hielt sie der Co-Vorsitzende der Gesellschaft, Theodor Panofka. Es dauerte bis 1852, dass mit Ernst Curtius erstmals ein anderer Redner und damit Autor der Winckelmannsprogramme Mittelpunkt des Festes war. Bis heute hielt ein großer Teil der namhaften deutschen, insbesondere der in Berlin aktiven, Klassischen Archäologen die Festrede. Mit zehn Winckelmannsprogrammen ist Eduard Gerhard der aktivste Redner und Autor. Es folgen mit sieben Heften Theodor Panofka und mit sechs Beiträgen Reinhard Kekulé von Stradonitz.
Bis 1915 konnten die Hefte regelmäßig Jahr für Jahr erscheinen, erst der Erste Weltkrieg unterbrach die Publikation für drei Jahre. Danach konnte die Publikation zwischen 1919 und 1944, abgesehen vom Jahr 1943, fortgesetzt werden. Nach dem Zweiten Weltkrieg wurde die Reihe 1948 wieder aufgenommen. In den 1960er Jahren kam es erstmals zu Publikationsausfällen, die mit Doppelnummern ausgeglichen wurden. In den 1970er und 1980er Jahren erfolgte die Veröffentlichung sehr unregelmäßig. Grund war, dass nicht mehr wie bisher die Deutsche Forschungsgemeinschaft die Finanzierung der Programme übernahm. Erst nach 1990 kam es für fast zehn Jahre wieder zur regelmäßigen Publikation, in den 2000er Jahren wurde sie aufgrund der hohen finanziellen Belastung für die Archäologische Gesellschaft Berlin wieder stark zurückgefahren, seit 2000 gab es nur noch vier veröffentlichte Winckelmanns-Programme.
Die Winckelmanns-Programme werden seit 1923 beim Verlag Walter de Gruyter in Berlin veröffentlicht. Zuvor erschienen sie auch bei den Berliner Verlagen Reimer, Hertz und bei der Vereinigung wissenschaftlicher Verleger.

## Bisherige Winckelmannsprogramme
| Nummer  | Autor                                                           | Titel | Jahr |
| 1       | Eduard Gerhard                                                  | Festgedanken an Winkelmann                                                                                                 | 1841 |
| 2       | Eduard Gerhard                                                  | Phrixos der Herold | 1842 |
| 3       | Eduard Gerhard                                                  | Die Heilung des Telephos                                                                                                   | 1843 |
| 4       | Eduard Gerhard                                                  | Die Schmückung der Helena                                                                                                  | 1844 |
| 5       | Theodor Panofka                                                 | Antikenkranz zum fünften Berliner Winckelmannsfest                                                                         | 1845 |
| 6       | Eduard Gerhard                                                  | Das Orakel der Themis | 1846 |
| 7       | Theodor Panofka                                                 | Zeus Basileus und Herakles Kallinikos                                                                                      | 1847 |
| 8       | Eduard Gerhard                                                  | Zwei Minerven | 1848 |
| 9       | Theodor Panofka                                                 | Delphi und Melaine. Antikenkranz zum 9. Berliner Winckelmannsfest                                                          | 1849 |
| 10      | Eduard Gerhard                                                  | Mykenische Alterthümer | 1850 |
| 11      | Theodor Panofka                                                 | Atalante und Atlas. Antikenkranz zum 11. Berliner Winckelmannsfest                                                         | 1851 |
| 12      | Ernst Curtius                                                   | Herakles, der Satyr und der Dreifussräuber. Ein griechisches Vasenbild                                                     | 1852 |
| 13      | Theodor Panofka                                                 | Zur Erklärung des Plinius. Antikenkranz                                                                                    | 1853 |
| 14      | Eduard Gerhard                                                  | Danae. Ein griechisches Vasenbild                                                                                          | 1854 |
| 15      | Theodor Panofka                                                 | Phocus und Antiope. Antikenkranz                                                                                           | 1855 |
| 16      | Eduard Gerhard                                                  | Winckelmann und die Gegenwart                                                                                              | 1856 |
| 17      | Theodor Panofka                                                 | Poseidon Basileus und Athene Sthenias nebst einem Vorwort zu einem Vasenbild der Kerkopen                                  | 1857 |
| 18      | Karl Bötticher                                                  | Das Grab des Dionysos an der Marmorbasis zu Dresden                                                                        | 1858 |
| 19      | Karl Bötticher                                                  | Der Omphalos des Zeus zu Delphi                                                                                            | 1859 |
| 20      | Ludwig Lohde                                                    | Die Skene der Alten | 1860 |
| 21      | Carl Friederichs                                                | Apollon mit dem Lamm | 1861 |
| 22      | Eduard Gerhard                                                  | Thetis und Priumne. Etruskischer Spiegel der kais. russischen Sammlung, auch über Gräberidole des königlichen Antiquariums | 1862 |
| 23      | Carl Friederichs                                                | Der Doryphoros des Polyklet                                                                                                | 1863 |
| 24      | Karl Bötticher                                                  | Dirke als Quelle und Heroine                                                                                               | 1864 |
| 25      | Henri Jordan                                                    | Vesta und die Laren auf einem pompejanischen Wandgemälde                                                                   | 1865 |
| 26      | Emil Hübner                                                     | Relief eines römischen Kriegers im Museum zu Berlin                                                                        | 1866 |
| 27      | Carl Friederichs                                                | Amor mit dem Bogen des Herkules, Marmorstatue im Museum zu Berlin                                                          | 1867 |
| 28      | Emil Hübner                                                     | Augustus, Marmorstatue des Berliner Museums                                                                                | 1868 |
| 29      | Ernst Curtius                                                   | Die knienden Figuren der altgriechischen Kunst                                                                             | 1869 |
| 30      | Heinrich Heydemann                                              | Humoristische Vasenbilder aus Unteritalien                                                                                 | 1870 |
| 31      | Friedrich Adler                                                 | Das Pantheon zu Rom | 1871 |
| 32      | Gustav Hirschfeld                                               | Athena und Marsyas | 1872 |
| 33      | Emil Hübner                                                     | Bildniss einer Römerin. Marmorbüste des Britischen Museums (die sogenannte Clytia)                                         | 1873 |
| 34      | Friedrich Adler                                                 | Die Stoa des Königs Attalos zu Athen                                                                                       | 1874 |
| 35      | Georg Treu                                                      | Griechische Thongefässe in Statuetten- und Büstenform                                                                      | 1875 |
| 36      | Adolf Trendelenburg                                             | Der Musenchor. Relief einer Marmorbasis aus Halikarnass                                                                    | 1876 |
| 37      | Richard Schillbach                                              | Beitrag zur griechischen Gewichtskunde                                                                                     | 1877 |
| 38      | Alexander Conze                                                 | Theseus und Minotauros | 1878 |
| 39      | Carl Robert                                                     | Thanatos | 1879 |
| 40      | Adolf Furtwängler                                               | Der Satyr aus Pergamon | 1880 |
| 41      | Wilhelm Dörpfeld                                                | Über die Verwendung von Terrakotten am Geison und Dache griechischer Bauwerke                                              | 1881 |
| 42      | Arthur Milchhoefer                                              | Die Befreiung des Prometheus. Ein Fund aus Pergamon                                                                        | 1882 |
| 43      | Adolf Furtwängler                                               | Der Goldfund von Vettersfelde                                                                                              | 1883 |
| 44      | Rudolf Weil                                                     | Die Künstlerinschriften der sicilischen Münzen                                                                             | 1884 |
| 45      | Otto Richter                                                    | Über antike Steinmetzzeichen                                                                                               | 1885 |
| 46      | Christian Hülsen                                                | Das Septizonium des Septimius Severus                                                                                      | 1886 |
| 47      | Otto Puchstein                                                  | Das ionische Capitell | 1887 |
| 48      | Paul Herrmann                                                   | Das Gräberfeld von Marion auf Cypern                                                                                       | 1888 |
| 49      | Reinhard Kekulé von Stradonitz                                  | Über die Bronzestatue des sogenannten Idolino                                                                              | 1889 |
| 50      | Carl Robert Adolf Furtwängler                                   | Homerische Becher / Ueber ein Vorbild neu-attischer Reliefs / Eine argivische Bronze / Orpheus. Attische Vase aus Gela     | 1890 |
| 51      | Robert Koldewey                                                 | Neandria | 1891 |
| 52      | Friedrich Koepp                                                 | Ueber das Bildnis Alexander des Grossen                                                                                    | 1892 |
| 53      | August Kalkmann                                                 | Die Proportionen des Gesichts in der griechischen Kunst                                                                    | 1893 |
| 54      | Reinhard Kekulé von Stradonitz                                  | Ueber einen bisher Marcellus genannten Kopf in den Koeniglichen Museen                                                     | 1894 |
| 55      | Franz Winter                                                    | Eine attische Lekythos des Berliner Museums                                                                                | 1895 |
| 56      | Erich Pernice                                                   | Griechisches Pferdegeschirr im Antiquarium der Koeniglichen Museen                                                         | 1896 |
| 57      | Reinhard Kekulé von Stradonitz                                  | Über Copien einer Frauenstatue aus der Zeit des Phidias                                                                    | 1897 |
| 58      | Erich Pernice                                                   | Hellenistische Silbergefaesse im Antiquarium der Koeniglichen Museen                                                       | 1898 |
| 59      | Hermann Winnefeld                                               | Altgriechisches Bronzebecken aus Leontini                                                                                  | 1899 |
| 60      | Hans Schrader                                                   | Ueber den Marmorkopf eines Negers in den Koeniglichen Museen                                                               | 1900 |
| 61      | Reinhard Kekulé von Stradonitz                                  | Über ein Bildnis des Perikles in den Königlichen Museen                                                                    | 1901 |
| 62      | Alfred Brueckner                                                | Lebensregeln auf athenischen Hochzeitsgeschenken                                                                           | 1902 |
| 63      | Carl Watzinger                                                  | Das Relief des Archelaos von Priene                                                                                        | 1903 |
| 64      | Alfred Brueckner                                                | Anakalypteria | 1904 |
| 65      | Reinhard Kekulé von Stradonitz Friedrich Hiller von Gaertringen | Echelos und Basile: Attisches Relief aus Rhodos in den Koenigl. Museen                                                     | 1905 |
| 66      | Kurt Regling                                                    | Terina | 1906 |
| 67      | Bruno Schröder                                                  | Die Victoria von Calvatone                                                                                                 | 1907 |
| 68      | Hermann Winnefeld                                               | Hellenistische Silberreliefs im Antiquarium der Koeniglichen Museen                                                        | 1908 |
| 69      | Reinhard Kekulé von Stradonitz                                  | Bronzestatuette eines kämpfenden Galliers in den Königlichen Museen                                                        | 1909 |
| 70      | Adolf Trendelenburg                                             | Phantasiai | 1910 |
| 71      | Friedrich Hiller von Gaertringen Heinrich Lattermann            | Hira und Andania | 1911 |
| 72      | August Frickenhaus                                              | Lenäenvasen | 1912 |
| 73      | Theodor Wiegand                                                 | Bronzefigur einer Spinnerin im Antiquarium der Koeniglichen Museen                                                         | 1913 |
| 74      | Bruno Schröder                                                  | Griechische Bronzeeimer im Berliner Antiquarium                                                                            | 1914 |
| 75      | Margarete Bieber                                                | Skenika | 1915 |
| 76      | Gerhart Rodenwaldt                                              | Griechische Porträts aus dem Ausgang der Antike                                                                            | 1919 |
| 77      | Alfred Brueckner                                                | Polyklets Knöchelwerfer | 1920 |
| 78      | Karl Anton Neugebauer                                           | Asklepios. Ein Beitrag zur Kritik römischer Statuenkopien                                                                  | 1921 |
| 79      | Bruno Schröder                                                  | Alkamenes-Studien | 1921 |
| 80      | Walther Amelung                                                 | Herakles bei den Hesperiden                                                                                                | 1923 |
| 81      | Robert Zahn                                                     | Kto Chro | 1923 |
| 82      | Franz Winter                                                    | Der Tod des Archimedes | 1924 |
| 83      | Gerhart Rodenwaldt                                              | Der Sarkophag Caffarelli                                                                                                   | 1925 |
| 84      | Arnold von Salis                                                | Das Grabmal des Aristonautes                                                                                               | 1926 |
| 85      | Hans Schrader                                                   | Hypnos | 1926 |
| 86      | Valentin Müller                                                 | Zwei syrische Bildnisse römischer Zeit                                                                                     | 1927 |
| 87      | Karl Anton Neugebauer                                           | Bronzestatuette des Narkissos von Mechtersheim                                                                             | 1927 |
| 88      | Ludwig Curtius                                                  | Pentheus | 1929 |
| 89      | Fritz Weege                                                     | Der einschenkende Satyr aus Sammlung Mengarini                                                                             | 1929 |
| 90      | Carl Blümel                                                     | Der Diskosträger Polyklets                                                                                                 | 1930 |
| 91      | Johannes Sieveking                                              | Eine römische Panzerstatue in der Münchner Glyptothek                                                                      | 1931 |
| 92      | Friedrich Matz der Jüngere                                      | Die Lauersforter Phalerae                                                                                                  | 1932 |
| 93      | Paul Jacobsthal                                                 | Diskoi | 1933 |
| 94      | Heinrich Bulle                                                  | Eine Skenographie | 1934 |
| 95      | Andreas Rumpf                                                   | Römische Fragmente | 1935 |
| 96      | Heinz Kähler                                                    | Zwei Sockel eines Triumphbogens im Boboligarten zu Florenz                                                                 | 1936 |
| 97      | Albert Ippel                                                    | Guss und Treibarbeit in Silber. Untersuchungen zu antiken Modellabgüssen des Pelizaeus-Museums                             | 1937 |
| 98      | Wolfgang Züchner                                                | Der Berliner Mänadenkrater                                                                                                 | 1938 |
| 99      | Heinrich Bulle                                                  | Tarentiner Apollonkopf | 1939 |
| 100     | Gerhart Rodenwaldt                                              | Hundertstes Winckelmannsprogramm der Archäologischen Gesellschaft zu Berlin                                                | 1940 |
| 100     | Emil Kunze                                                      | Zeus und Ganymedes, eine Terrakottagruppe aus Olympia                                                                      | 1940 |
| 101     | Josef Liegle                                                    | Euainetos. Eine Werkfolge nach Originalen des Staatlichen Münzkabinetts zu Berlin                                          | 1941 |
| 102     | Gerhart Rodenwaldt                                              | Goethes Besuch im Museum Maffeianum zu Verona                                                                              | 1942 |
| 103     | Eduard Schmidt                                                  | Römerbildnisse vom Ausgang der Republik                                                                                    | 1944 |
| 104     | Gerda Bruns                                                     | Staatskameen des 4. Jahrhunderts nach Christi Geburt                                                                       | 1948 |
| 105     | Gerhard Kleiner                                                 | Das Nachleben des pergamenischen Gigantenkampfes                                                                           | 1949 |
| 106     | Wilhelm Kraiker                                                 | Das Kentaurenbild des Zeuxis                                                                                               | 1950 |
| 107     | Roland Hampe                                                    | Die Stele aus Pharsalos im Louvre                                                                                          | 1951 |
| 108     | Ernst Langlotz                                                  | Alkamenes-Probleme | 1952 |
| 109     | Emil Kunze                                                      | Drei Bronzen der Sammlung Helene Stathatos                                                                                 | 1953 |
| 110     | Hans Diepolder                                                  | Der Pistoxenos-Maler | 1954 |
| 111     | Ekrem Akurgal                                                   | Zwei Grabstelen vorklassischer Zeit aus Sinope                                                                             | 1955 |
| 112     | Arnold von Salis                                                | Löwenkampfbilder des Lysipp                                                                                                | 1956 |
| 113     | German Hafner                                                   | Judicium Orestis. Klassisches und Klassizistisches                                                                         | 1958 |
| 114     | Ulf Jantzen                                                     | Griechische Griff-Phialen                                                                                                  | 1958 |
| 115     | Wolfgang Züchner                                                | Über die Abbildung | 1959 |
| 116/117 | Heinz Luschey                                                   | Funde zu dem grossen Fries von Pergamon                                                                                    | 1962 |
| 118     | Adolf Greifenhagen                                              | Ein Satyrspiel des Aischylos?                                                                                              | 1963 |
| 119/120 | Berta Segall                                                    | Tradition und Neuschöpfung in der frühalexandrinischen Kleinkunst                                                          | 1966 |
| 121/122 | Adolf Greifenhagen                                              | Das Vestarelief aus Wilton House                                                                                           | 1967 |
| 123     | Adolf Greifenhagen                                              | Frühlukanischer Kolonettenkrater mit Darstellung der Herakliden                                                            | 1969 |
| 124     | Heide Mommsen (als Heide Scharmer)                              | Der gelagerte Herakles | 1971 |
| 125     | Elfriede Knauer                                                 | Ein Skyphos des Triptolemosmalers                                                                                          | 1973 |
| 126     | Walter-Herwig Schuchhardt                                       | Alkamenes. Mit einer Bibliographie der Schriften von W.-H. Schuchhardt                                                     | 1977 |
| 127     | Helmut Kyrieleis                                                | Ein Bildnis des Königs Antiochos IV. von Syrien                                                                            | 1980 |
| 128     | Volker Michael Strocka                                          | Das Markttor von Milet | 1981 |
| 129     | Irma Wehgartner                                                 | Ein Grabbild des Achilleusmalers                                                                                           | 1985 |
| 130/131 | Edilberto Formigli Wolf-Dieter Heilmeyer                        | Tarentiner Goldschmuck in Berlin                                                                                           | 1990 |
| 132     | Gerhard Zimmer                                                  | Frühgriechische Spiegel. Aspekte technischer Neuerungen in der Antike                                                      | 1991 |
| 133     | Gertrud Platz-Horster                                           | Nil und Euthenia | 1992 |
| 134     | Ursula Kästner Adolf Borbein                                    | 150 Jahre Archäologische Gesellschaft zu Berlin                                                                            | 1993 |
| 135     | Gerhard Zimmer                                                  | Etruskische Spiegel. Technik und Stil der Zeichnungen                                                                      | 1995 |
| 136     | Elke Vorbeck Huberta Heres                                      | Das Löwengrab von Milet | 1997 |
| 137     | Antje Krug                                                      | Die Berliner Nereidenschale aus Bergkristall                                                                               | 1998 |
| 138     | Erika Zwierlein-Diehl                                           | Das Onyx-Alabastron aus Stift Nottuln in Berlin                                                                            | 1999 |
| 139/140 | Harald Mielsch Barbara Niemeyer                                 | Römisches Silber aus Ägypten in Berlin                                                                                     | 2001 |
| 141     | Klaus Junker                                                    | Pseudo-Homerica. Kunst und Epos im spätarchaischen Athen                                                                   | 2003 |
| 142     | Antje Krug                                                      | Das Berliner Arztrelief | 2008 |
| 143     | Ortwin Dally                                                    | Zur Archäologie der Fotografie. Ein Beitrag zu Abbildungspraktiken der zweiten Hälfte des 19. und frühen 20. Jahrhunderts  | 2017 |